# شعر الخيل

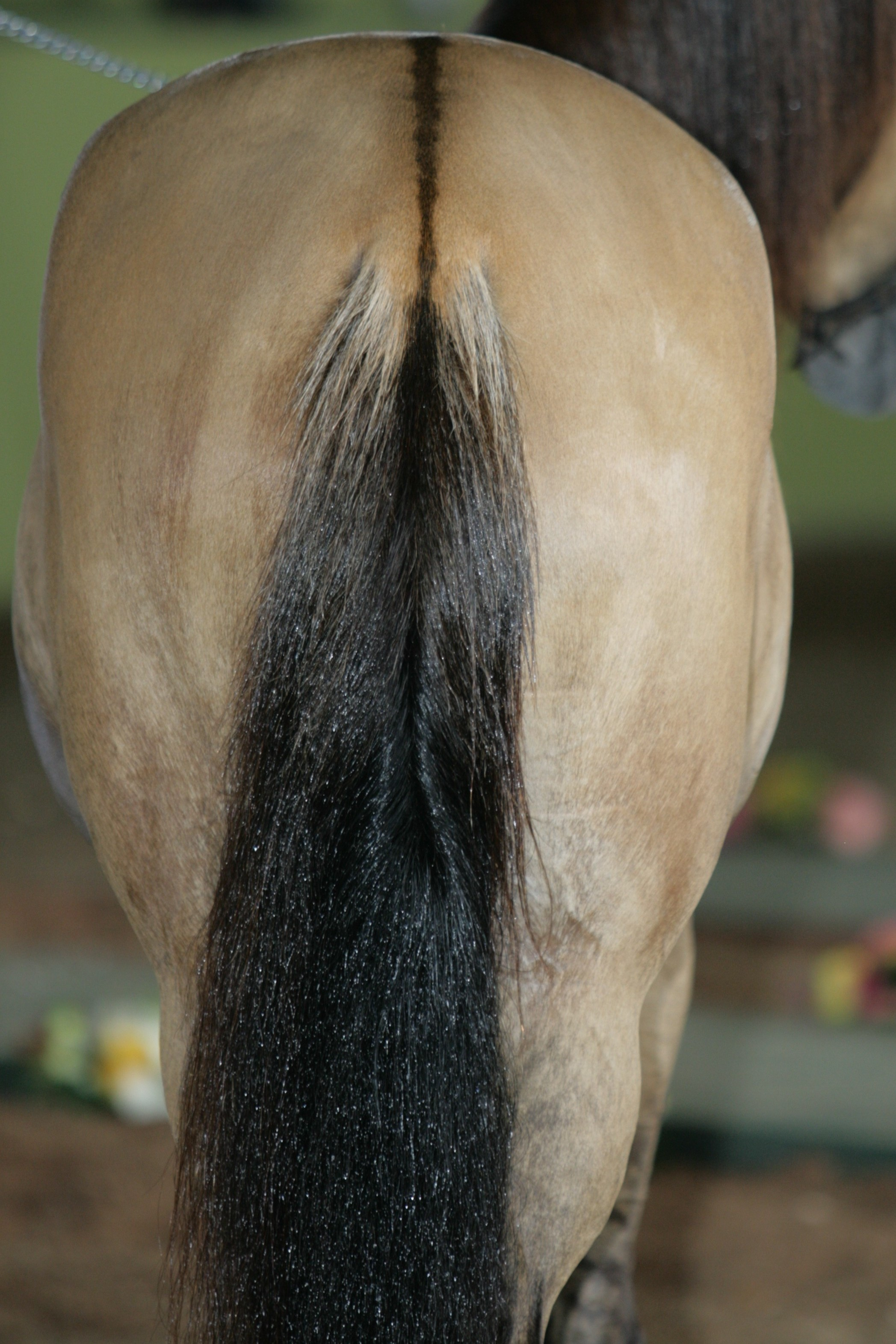
ذيل الخيل.

شعر الخيل أو السَبِيب هو الشعر الطويل الذي ينمو على أعناق وذيول الخيول. ويُستخدم لأغراض مختلفة، حيث يدخل في صناعة المفروشات والفراشي وأقواس الآلات الموسيقية والأقمشة المتينة. كما كان يدخل سابقاً في صناعة بعض مواد البناء.
يمكن أن يكون شعر الخيل قاسياً جداً أو مرناً؛ لكن شعر العنق عموماً أكثر نعومة وأخف وأقصر من شعر الذيل. يختلف تركيب شعر الخيل باختلاف السلالة وطريقة التغذية والتربية، بما في ذلك الظروف الطبيعية والنظام الغذائي والمناخ. وقد تؤثر المعالجة على جودة ومظهر الشعر.
شعر الخيل يتكون من ألياف بروتينية تمتص الماء ببطء، لكن يمكن صباغته وتلوينه باستخدام مواد صبغية تقليدية فعالة للألياف البروتينية. كما يمكن تجعيده لكن بصعوبة

## روابط خارجية
- عرض للاستخدامات نسخة محفوظة 28 يوليو 2009 على موقع واي باك مشين.
- الاستخدامات في الصناعات النسيجية
- الاستخدامات في الملابس
- الاستخدام في صناعة القبعات
- الاستخدام في صيد السمك